# Lède
Die Lède ist ein Fluss in Frankreich, der im Département Lot-et-Garonne in der Region Nouvelle-Aquitaine verläuft. Sie entspringt im Gemeindegebiet von Blanquefort-sur-Briolance, entwässert generell in südwestlicher Richtung, schlägt einen großen Bogen um die Stadt Monflanquin und mündet schließlich nach rund 54 Kilometern bei Casseneuil als rechter Nebenfluss in den Lot.

## Orte am Fluss
- Lacapelle-Biron
- Gavaudun
- Salles
- Montagnac-sur-Lède
- La Sauvetat-sur-Lède
- Lédat
- Casseneuil